# Чакавски језик
Чакавско наречје (такође чакавица, чакавштина; ISO 639-3: ckm) је језик или наречје хрватског језика које се користи у Истри, на Далматинском приморју, острвима и у неким малим областима других земаља попут Словеније, Аустрије, Мађарске и Словачке.
Назив потиче од упитне заменице „ча”. Подручје на ком је доминирало чакавско наречје је некада било много шире (цела Лика, северна Далмација, Кордун итд). Разлог његовог смањивања су миграције изазване османлијским освајањима, када се икавски изговор из западне Херцеговине, заједно са источнохерцеговачким дијалектом, проширио на северозапад. Подручје чакавштине се и данас смањује под утицајем књижевног језика. Уочи Првог светског рата овим наречјем говорило је око 23% Хрвата, а данас тек 12%, те се ово наречје сматра најугроженијим хрватским наречјем, јер полако изумире.
Досељавањем на чакавска подручја, новоштокаваци (икавци, ијекавци) су потиснули чакавце с већег дела далматинског залеђа и мањег дела у приобаљу као и делова Лике, Гацке, Крбаве, Покупља и Горског котара. Чакавски се данас простире углавном по јадранском приобаљу (од Истре до Сења, између Задра и Водица, од Винишћа до доњих Пољица), с неколико штокавских прекида, и на већини острва северно од Пељешца (који је на западу чакавски), у делу Лике, Гацке, Горског Котара и Истре, затим у Покупљу све до Карловца. Ван Хрватске чакавским наречјем се говори и у крајевима где живе Градишћански Хрвати, у Аустрији, Мађарској и Словачкој, а сличан говор имају и Молишки Словени.

## Галерија
- Карта чакавског наречја данас
- Карта чакавског наречја данас
- Распрострањеност чакавског наречја пре миграција из 16. века